# Ansu Fati
Anssumane „Ansu“ Fati Vieira (* 31. října 2002 Bissau) je španělský profesionální fotbalista původem z Guinea-Bissau, který hraje na pozici křídelníka za francouzský tým AS Monaco a za španělský národní tým.

## Klubová kariéra

### FC Barcelona

#### Sezóna 2019/20
V dresu Barcelony debutoval 25. srpna 2019 v zápase proti Realu Betis, kde střídal Carlesa Péreze. Barcelona tento zápas vyhrála 5:2. Ve věku 16 let 298 dní se stal druhým nejmladším debutantem za Barcelonu. Svůj první profesionální gól dal o týden proti Osasuně, kde Barcelona remizovala 2:2 a se stal tak historicky nejmladším střelcem Barcelony a 3. nejmladším střelcem v historii LaLigy. 14. září Fati v utkání proti Valencii poprvé v kariéře nastoupil v základní sestavě a hned ve 2. minutě dal gól na který mu asistoval Frenkie de Jong v 7. minutě mu to Fati oplatil, když mu asistoval na gól a tím Fati pomohl k celkové výhře 5:2.
Dne 17. září Fati debutoval v Lize mistrů při venkovní remíze 0:0 s Borussií Dortmund a ve věku 16 let a 321 dní se stal nejmladším hráčem, který kdy nastoupil za Barcelonu v této soutěži, čímž překonal dosavadní rekord Bojana Krkiće (17 let a 22 dní); stal se také třetím nejmladším hráčem, který kdy v soutěži nastoupil. 10. prosince se Fati stal ve věku 17 let a 40 dní nejmladším střelcem v historii Ligy mistrů UEFA, když vstřelil vítězný gól při vítězství Barcelony 2:1 nad Interem Milán na San Siru.
Ve své první sezóně v dresu Barcelony odehrál dohromady 33 soutěžních utkání, v nichž vstřelil 8 branek.

#### Sezóna 2020/21
V prvním kole sezony 2020/21, v prvním utkání pod novým trenérem Ronaldem Koemanem, vstřelil Fati dvě branky při výhře 4:0 nad Villarrealem. Za své výkony byl jmenován nejlepším hráčem měsíce září 2020 v La Lize. 20. října vstřelil gól při výhře 5:1 nad Ferencvárosem v Lize mistrů a stal se prvním hráčem, který vstřelil více než jeden gól v soutěži před dovršením 18 let. 24. října vstřelil gól při porážce 1:3 s Realem Madrid a stal se druhým nejmladším střelcem v historii El Clásica, když mu bylo 17 let a 359 dní. 7. listopadu utrpěl Fati v zápase s Realem Betis zranění kolena a byl o poločase střídán; pozdější testy potvrdily, že si natrhl meniskus v levém koleni. Byl 9 měsíců mimo hru, a sezóna 2020/21 tak pro něj předčasně skončila. V 10 soutěžních zápasech si na své konto připsal 5 branek a 4 asistence.

#### Sezóna 2021/22
Dne 26. září 2021 se Fati poprvé po 323 dnech objevil na hřišti při domácím vítězství 3:0 nad Levante. Nastoupil jako střídající hráč, odehrál 10 minut a během několika minut po svém příchodu skóroval. 7. listopadu 2021 utrpěl zranění v utkání proti Celtě Vigo a byl na další dva měsíce mimo hru. 12. ledna naskočil do utkání Supercopa de España proti Realu Madrid, vstřelil jednu branku při prohře 2:3 po prodloužení, obnovil si však zranění hamstringu, které jej vyřadilo na další čtyři měsíce. 1. května se vrátil po a podílel se na výhře 2:1 nad Mallorkou. V sezóně odehrál 15 utkání, v nichž vstřelil 6 branek.

#### Sezóna 2022/23
V sezóně 2022/23 se nedokázal naplno prosadit přes konkurenci na křídelních pozicích (Ousmane Dembélé, Raphinha, Ferrán Torres, Gavi). Nastoupil do 51 soutěžních utkání, povětšinou jako střídající hráč, vstřelil 10 gólů a připsal si další 4 asistence.

#### Brighton & Hove Albion (hostování)
Dne 1. září 2023 odešel Fati na roční hostování anglického Brightonu & Hove Albion.

AS Monaco (hostování)
1.července 2025 odešel na roční hostování do týmu AS Monaco hrající francouzskou Ligue 1

## Statistiky
(ke dni 27. ledna 2021)
| Klub              | Sezóna            | Liga              | Liga   | Liga | Copa del Rey | Copa del Rey | Evropa | Evropa | Ostatní | Ostatní | Celkem | Celkem |
| Klub              | Sezóna            | Soutěž            | Zápasy | Góly | Zápasy       | Góly         | Zápasy | Góly   | Zápasy  | Góly    | Zápasy | Góly   |
| ----------------- | ----------------- | ----------------- | ------ | ---- | ------------ | ------------ | ------ | ------ | ------- | ------- | ------ | ------ |
| Barcelona         | 2019–20           | La Liga           | 24     | 7    | 3            | 0            | 5      | 1      | 1       | 0       | 34     | 8      |
| Barcelona         | 2020–21           | La Liga           | 7      | 4    | 0            | 0            | 3      | 1      | 0       | 0       | 10     | 5      |
| Barcelona         | Celkem            | Celkem            | 31     | 11   | 3            | 0            | 8      | 2      | 1       | 0       | 44     | 13     |
| Celkem za kariéru | Celkem za kariéru | Celkem za kariéru | 31     | 11   | 3            | 0            | 8      | 2      | 1       | 0       | 44     | 13     |